# Жээнбеков, Сооронбай Шарипович
Сооронба́й Шари́пович Жээнбе́ков, произносится[кем?][где?] как Джээнбе́ков (кирг. Сооронбай Шарип уулу Жээнбеков; род. 16 ноября 1958, Кара-Кулджа, Ошская область) — кыргызстанский государственный и политический деятель. Пятый президент Кыргызстана и Верховный главнокомандующий Вооружёнными силами Кыргызстана с 24 ноября 2017 года по 15 октября 2020 года. С 13 апреля 2016 года по 21 августа 2017 года занимал должность премьер-министра Кыргызстана.

## Биография

### Происхождение и ранние годы
Сооронбай Жээнбеков родился 16 ноября 1958 года в ауле Кара-Кульджа Советского (ныне Кара-Кульджинского) района Ошской области Киргизской ССР. Третий сын в многодетной семье председателя колхоза и домохозяйки. В семье было 11 детей.
В 1976—1977 годах работал со средним образованием учителем русского языка и литературы в средней школе имени Ленина в Узгенском районе Ошской области. В 1983 году окончил Киргизский сельскохозяйственный институт имени К. И. Скрябина (сейчас Киргизский национальный аграрный университет имени К. И. Скрябина) во Фрунзе (ныне Бишкек) по специальности зооинженера. До 1988 года работал главным зоотехником в совхозе «Совет» в родном Советском районе Ошской области. Проходил стажировку по своей специальности в НИИ в Алма-Ате и Ташкенте.

### Политическая деятельность
С конца 1980-х годов включился в политику. В 1988 году вступил в КПСС. В 1988—1989 годах работал инструктором районного комитета Коммунистической партии Киргизской ССР (в составе КПСС) в Советском районе Ошской области. До 1991 года — секретарь парткома совхоза имени Ульянова в Ошской области. В 1991—1993 годах являлся директором этого совхоза. С 1993 по 1996 год — председатель правления колхоза «Кашка-Жол» родного Кара-Кульджинского района Ошской области.
В начале 1995 года избран членом Собрания народных представителей (верхней палаты) Жогорку Кенеша I созыва от Ошской области. В 1996—1997 годах был заместителем Комитета Собрания народных представителей по аграрным вопросам, а в 1997—2000 годах являлся уже председателем данного комитета. Всё это время Сооронбай Жээнбеков был беспартийным. В 1998 году вступил в Социал-демократическую партию Кыргызстана (СДПК). Переизбран членом Собрания народных представителей Жогорку Кенеша II созыва в начале 2000 года. До 2005 года занимал также должность заместителя спикера Собрания народных представителей Жогорку Кенеша.
В 2003 году Сооронбай Жээнбеков окончил экономический факультет родного Киргизского национального аграрного университета имени К. И. Скрябина по специальности бухгалтера, получив второе высшее образование. В феврале 2005 года был избран депутатом уже однопалатного Жогорку Кенеша. Во время Тюльпановой революции как член оппозиционной СДПК поддерживал революцию и свержение режима Аскара Акаева. В 2005—2007 годах был председателем Комитета Жогорку Кенеша по агромпромышленному комплексу и экологии.
С 3 апреля по 24 октября 2007 года Сооронбай Жээнбеков — министр сельского, водного хозяйства и перерабатывающей промышленности Киргизской Республики. Именно в это время познакомился поближе с Алмазбеком Атамбаевым. 24 октября 2007 года подал в отставку в связи с принятием новой Конституции Киргизской Республики. Временно исполнял обязанности министра до формирования нового состава правительства. 27 декабря 2007 года указом президента республики Курманбека Бакиева освобождён от исполнения обязанностей министра сельского, водного хозяйства и перерабатывающей промышленности. С 2008 по 2010 год не занимался политикой, являясь частным предпринимателем.
С апреля по сентябрь 2010 года исполнял обязанности главы государственной администрации — губернатора Ошской области. 3 сентября 2010 года указом президента республики назначен главой государственной администрации — губернатором Ошской области. 16 августа 2012 года распоряжением премьер-министра республики назначен полномочным представителем правительства в Ошской области.
11 декабря 2015 года назначен директором Государственной кадровой службы. В марте 2016 года — первым заместителем руководителя Аппарата президента Киргизской Республики.
13 апреля 2016 года избран Премьер-министром Киргизской Республики.

### Президент Кыргызстана
21 августа 2017 года Жээнбеков подал заявление об отставке с должности премьер-министра в связи с решением баллотироваться на должность президента Киргизии.
На выборах, прошедших 15 октября 2017 года, избран президентом Кыргызстана, набрав 54,76 % голосов избирателей. 24 ноября официально вступил в должность. Первый зарубежный визит после вступления в должность главы государства Жээнбеков совершил в Российскую Федерацию.

## Установление семейно-кланового режима
Сооронбай Жээнбеков, став президентом Кыргызстана, ознаменовал новую главу в истории республики, которая, по мнению многих[каких?] экспертов и наблюдателей, была связана с укреплением семейно-клановых связей на высших эшелонах власти. Все чаще говорилось о том, что ключевые должности в государстве занимают лица, близкие к президенту по крови или региональной принадлежности — брата президента — депутата парламента Асылбека Жээнбекова — открыто называли правой рукой президента и «теневым кардиналом». Зять Жээнбекова стал руководителем отдела внешней политики аппарата президента, племянник Нооруз возглавил отделения «Газпром Кыргызстан», другой брат — Жусуп Жээнбеков — возглавлял посольство на Украине, племянник Тениз стал главой филиалов «Айыл Банка». Многие[кто?] видели в этом отход от демократических идеалов и принципов, которые Кыргызстан старался соблюдать с момента обретения независимости. Подобное укрепление семейно-кланового режима подорвало доверие населения к власти и стало основной причиной свержения. Как выяснилось позднее, дела с политически мотивированным уклоном вел лично племянник президента Рустамбек Боромбаев, а его родственники также входили в руководящие круги коррумпированной Юго-Западной таможни Кыргызстана.

### Конфликт с Атамбаевым
Уже вскоре, через 4 месяца со дня инаугурации Жээнбекова, с Атамбаевым, который вновь возглавил СДПК, начались разногласия. 31 марта 2018 года Атамбаев не пустил на съезд СДПК членов партии из Ошской области, а также брата Жээнбекова Асылбека и в тот же день дал пресс-конференцию, обвинив своего соратника Жээнбекова в установлении семейно-кланового режима, сравнив его с Бакиевым.
Жээнбеков парировал обвинения, заявляя, что бывший президент хотел видеть в нём ведомого руководителя, что «не делает ему чести ни как человеку, ни как экс-президенту, ни как однопартийцу и соратнику». Далее Атамбаев провел несколько акций, сделал резких заявлений в адрес Жээнбекова, создав в своем родовом селе в Чуйской области штаб, который проводил оппозиционную деятельность к его власти.
Позднее, в отношении Атамбаева было возбуждено несколько дел, 27 июня 2019 года парламент лишил его статуса экс-президента, а значит — неприкосновенности. Председателя Конституционной палаты Мамырова в парламенте сменил помощник родного брата президента Асылбек Жээнбеков.
По данным Генпрокуратуры, возможно, он был причастен к пяти преступлениям, в числе которых незаконное освобождение кримавторитета Азиза Батукаева и коррупция. Отказ от явки на допрос, в связи с требованием решения Конституционной Палаты со стороны Атамбаева, привёл к штурму резиденции Атамбаева в Кой-Таше 7 и 8 августа 2019 года. Атамбаев был арестован и осуждён на 11 лет. Его сподвижник — бывший премьер-министр Сапар Исаков — был осуждён на 15 лет по делу о модернизации Бишкекской ТЭЦ и коррупции при реконструкции Исторического музея. Атамбаев и Сапар Исаков отвергали все обвинения в свой адрес, считая их политически мотивированными.

### Коррупция в пандемию
В июле 2020 года Кыргызстан как минимум 6 раз возглавлял мировую статистику по смертности на душу населения на конкретный день. Официальное количество погибших за период пандемии — 1390 , однако эксперты заявляли, что погибших было в несколько раз больше и избыточная смертность составила — 6390 человек. В общем международные финансовые институты предоставили стране грантов на сумму 165,8 млн долларов и кредитов на 461,5 млн долларов.
Общественность и СМИ обвиняли власти страны в избыточной смертности от пандемии коронавируса, а в частности коррупционные схемы с участием людей брата президента — Асылбек Жээнбекова. Сумма средств при проведении государственных закупок иногда превышала рыночную стоимость товаров в 10 раз. ОсОО «Фарватер» выиграло лот на поставку костюмов СИЗ за 6000 сомов, при том, что волонтеры закупали их по цене от 240 до 360 сомов. По другому лоту, который выиграло ОсОО «Фарватер», респираторные маски были закуплены по 400 сомов. Хотя аналогичные маски в Бишкеке можно найти, начиная от 30 до 150 сомов. А одноразовые трехслойные маски по тендеру ОсОО «Фарватер» были закуплены по 25 сомов. Хотя одноразовые трехслойные маски можно найти и по 10 сомов. Компания была связана с партией «Биримдик», аффилированной с Асылбеком Жээнбековым. Согласно информации реестра Министерства юстиции, учредителем и директором компании является Садыкова Индира Тофиковна. Имя директора «Фарватера» также числится среди учредителей партии брата президента Асылбека Жээнбекова «Биримдик».
Также, позднее по выводам межведомственной комиссии, готовый в середине мая 2020 года третий протокол лечения был сознательно придержан с той целью, чтобы несколько фармкомпаний, имеющие прямую связь с высокопоставленными чиновниками, смогли избавиться от закупленных лекарств, которые оказались бесполезными. Коррупция в пандемию стала одной из причин краха власти Сооронбая Жээнбекова.

### Свержение режима
После начала массовых протестов из-за итогов парламентских выборов, в ночь на 6 октября 2020 года митингующие взяли здание правительства в Бишкеке. Алмазбека Атамбаева и его соратников, а также Садыра Жапарова, осуждённого при Атамбаеве, освободили из мест заключения.
Днём 6 октября ЦИК признала итоги выборов недействительными, в столице снова проходили митинги. 10 октября депутаты собрались на внеочередное заседание в резиденции Ала-Арча, где на должность премьер-министра одобрили кандидатуру Садыра Жапарова, освобождённого из тюрьмы во время протестов. Так как на заседании не было кворума, парламентарии вновь утвердили структуру и состав кабмина 13 октября. 15 октября Жээнбеков объявил, что решил подать в отставку, так как не хочет остаться в истории президентом, пролившим кровь и стрелявшим в свой народ. Исполняющим обязанности президента стал Жапаров, так как спикер парламента Каныбек Исаков сразу отказался от должности. Депутаты утвердили отставку на заседании 16 октября.

## Личная жизнь и семья
Родным языком для Сооронбая Жээнбекова является киргизский. Свободно владеет русским языком. Увлекался спортом, особенно волейболом и кок-бору, почитает творчество Чингиза Айтматова.
Сооронбай Жээнбеков женат. Жена — Айгуль Жээнбекова (в девичестве Токоева) родом из родного района Сооронбая Жээнбекова. У пары двое детей — дочь и сын. Дочь — Бактыгуль — замужем, окончила Киргизско-российский славянский университет. Сын — Иман —ученик средних классов в школе.
- Старший брат Канторо Токтомаматов был профессором, академиком, доктором экономических наук.
- Другой брат, Жусупбек Шарипов, — губернатор Джалал-Абадской области до революции 2005 года, Чрезвычайный и Полномочный посол Кыргызстана в Кувейте, Марокко, Иордании и Бахрейне.
- Младший брат Асылбек Жээнбеков — депутат парламента страны с 2007 года, был спикером Жогорку Кенеш V созыва (2012—2016 гг.).

## Награды

### Награды Кыргызстана
- Орден «Манас» III степени (31 декабря 2015 года) — за вклад в развитие социально-экономического, интеллектуального и духовного потенциала республики, многолетний плодотворный труд, мужество и отвагу, по итогам Года укрепления государственности и Года укрепления национальной экономики[22]
- Медаль «Данк» (30 ноября 2011 года) — за гражданскую ответственность и мужество, проявленные в годы борьбы с авторитарными семейно-клановыми режимами, последовательное отстаивание идей демократии, свободы слова и мирных собраний, активное участие в проведении конституционной реформы, формировании основ парламентской демократии, а также в связи с успешным завершением переходного периода, после Апрельской Народной революции 2010 года[23]
- Заслуженный работник сельского хозяйства Кыргызской Республики (16 декабря 2002 года)[24]

### Зарубежные награды
- Орден «Первый Президент Республики Казахстан — Лидер Нации Нурсултан Назарбаев» (Казахстан, 27 мая 2019 года) — в честь ознаменования 25-летия идеи о евразийской интеграции и 5-летия подписания Договора о Евразийском экономическом союзе, а также за особый вклад в углубление и расширение сотрудничества с Республикой Казахстан[25]

### Другие награды
- Орден «Содружество» (Межпарламентская ассамблея СНГ, 16 апреля 2004 года) — за активное участие в деятельности Межпарламентской Ассамблеи и её органов, вклад в укрепление дружбы между народами государств — участников Содружества[26]